# 2018 en France
Chronologie de la France
- 2014
- 2015
- 2016
- 2017
- 2018
- 2019
- 2020
- 2021
- 2022

Cette page présente les faits marquants de l'année 2018 en France.
2018 est l'un des horizons temporels de la Programmation pluriannuelle de l'énergie (PPE) prévue par la loi relative à la transition énergétique pour la croissance verte.
La lutte contre les violences faites aux femmes est proclamée Grande Cause nationale 2018.
Toulouse est pour la première fois « cité européenne de la science ».

## Évènements

### Janvier
- 1er janvier :
  - création du Comité social et économique dans les entreprises ;
  - la Corse devient une collectivité territoriale unique ;
  - le forfait de post-stationnement (FPS) entre en vigueur, il succède à l'amende pénale.
  - Passage des tempêtes Carmen puis Eleanor.
- 17 janvier : le gouvernement décide l'abandon du projet d'aéroport du Grand Ouest à Notre-Dame-des-Landes.
- 18 janvier : le cyclone Berguitta touche La Réunion.
- 19 janvier : début des manifestations à Mayotte.
- 28 janvier : élections législatives partielles dans le Val-d'Oise et le Territoire de Belfort.
- 29 janvier : début de l'affaire Daval.
- 30 janvier : début d'un mouvement de grève pour dénoncer les conditions de travail du personnel des établissements d'hébergement pour personnes âgées dépendantes (EHPAD) et des services d'aide et de soins à domicile[3].
- 31 janvier : le Conseil supérieur de l'audiovisuel retire à Mathieu Gallet son mandat de président de Radio France à la suite de sa condamnation pour favoritisme lors de son passage à l'INA, avec effet au 1er mars[4],[5].

### Février
- 8 février : lancement officiel de la Police de sécurité du quotidien[6].
- 9 février : Victoires de la musique.
- 10 février : crue de la Seine, durant laquelle la péniche historique Louise-Catherine, de Le Corbusier et de Madeleine Zillhardt, coule à Paris[7].
- À partir du  20 février : « Opération île morte », une grève générale de plusieurs semaines à Mayotte contre l'insécurité et l'immigration comorienne incontrôlée.
- 23 février :
  - démissions simultanées (annoncées le 21 février[8],[9]) de 35 maires du département de la Nièvre pour protester contre la fermeture des urgences de nuit de l'hôpital de Clamecy[10]. Finalement, l'Agence régionale de santé décidera en juillet de maintenir ouvertes les urgences de nuit de Clamecy[11] ;
  - Victoires de la musique classique à La Grange au Lac près d'Évian-les-Bains.

### Mars
- 2 mars :
  - 43e cérémonie des César à Paris ;
  - l'ambassade française au Burkina Faso est attaquée.
- 4 et 11 mars : élection législative partielle en Guyane.
- 11 et 18 mars : élection législative partielle en Haute-Garonne.
- 18 et 25 mars : élections législatives partielles dans le Loiret et à Mayotte.
- 23 mars :
  - attentats à Carcassonne et Trèbes dans l'Aude ;
  - meurtre de Mireille Knoll à Paris.
- 28 mars : 
  - Hommage national au lieutenant-colonel (promu colonel le 27 mars) Arnaud Beltrame, mort dans l'exercice de ses fonctions le 24 mars ;
  - Marche blanche en mémoire de Mireille Knoll

### Avril
- 3 avril : début d'une période de grèves par intermittence à la Société nationale des chemins de fer français jusque fin juin pour protester contre la fin programmée du statut des cheminots.
- 8 et 22 avril : élection législative partielle pour la 5e circonscription des Français établis hors de France.
- 9 au 13 avril : évacuation de la zone à défendre de Notre-Dame-des-Landes[12].
- 15 et 22 avril : élection législative partielle à Wallis-et-Futuna.
- 17 avril : Lagardère Active vend à Czech Media Invest ses radios en République tchèque, Pologne, Slovaquie et Roumanie, pour un montant de 73 millions d'euros[13].
- 22 avril : élections territoriales en Polynésie française (1er tour).
- 24 avril : le cyclone Fakir touche La Réunion.

### Mai
Avec 110 221 impacts de foudre relevés entre le 1 et le 27 mai, et 33 841 impacts de foudre pour la seule journée du 28 mai 2018 (ce qui en fait la deuxième journée la plus orageuse connue après le 28 mai 2016 où Météo-France a relevé 38 825 impacts), le mois de mai 2018 est le mois de mai le plus orageux en France depuis le début des relevés des impacts de foudre en 2000. Les orages du mois de mai et de début juin ont provoqué 214 000 sinistres pour un coût de 430 millions d'euros.
- 2 mai : auto-dissolution du groupe terroriste Euskadi ta Askatasuna[16].
- 6 mai : élections territoriales en Polynésie française (2e tour).
- 8 au 19 mai : Festival de Cannes.
- 12 mai : une attaque au couteau fait un mort et quatre blessés à Paris.
- 18 mai : Édouard Fritch est réélu président de la Polynésie française.
- 27 mai : Internationaux de France de tennis 2018 (Roland-Garros) jusqu'au 10 juin, remportés pour la onzième fois chez les hommes par Rafael Nadal, et par Simona Halep chez les femmes.
- 28 mai : 30e cérémonie des Molières à Paris.

### Juin
En fin juin commence une sécheresse en Bourgogne à cause d'un manque de pluie, qui va continuer et s'étendre à d'autres parties de la France durant l'été et l'automne - atteignant 61 départements en octobre,,.
- 19 juin : lancement du déploiement du DAB+ en France, en commençant par les Hauts-de-France[20].
- 24 juin : démantèlement du groupuscule terroriste d'extrême droite Action des forces opérationnelles (AFO) par l'arrestation de ses 9 membres - dont son chef - et arrestation du chef du groupuscule Volontaires pour la France[21], saisie d'une vingtaine d'armes à feu et démantèlement d'un laboratoire clandestin d'explosifs artisanaux, car l'AFO avait prévu de commettre des attentats en France contre des musulmans, en ciblant des radicalisés mais aussi en attaquant des femmes musulmanes au hasard dans la rue[21],[22],[23]. L'enquête montrera qu'ils voulaient également assassiner le rappeur Médine[24] et qu'ils avaient prévu d'empoisonner de la nourriture halal dans les supermarchés afin de tuer au hasard[25]. L'affaire rebondira en septembre 2019, lorsque le no 2 de l'ambassade de France au Salvador sera arrêté et mis-en-examen car soupçonné d'être un membre actif de l'AFO[26],[27]. En tout, 14 membres de l'AFO seront arrêtés[26],[27].

### Juillet
- 1er juillet :
  - panthéonisation de Simone Veil et de son mari Antoine ;
  - évasion en hélicoptère et début de la troisième cavale de Rédoine Faïd.
- 7 - 29 juillet : Tour de France, remporté par le Britannique Geraint Thomas.
- 12 juillet : aux Invalides, hommage national au cinéaste Claude Lanzmann (réalisateur de Shoah), mort le 5 juillet.
- 15 juillet : l'équipe de France remporte la coupe du monde de football, pour la seconde fois.
- 18 juillet : début de  l'affaire Benalla.
- 24 juillet au 8 août : un  épisode de canicule touche la France (ainsi qu'une partie de l'Europe).
- 30 juillet : une fusillade à caractère raciste blesse 7 personnes à Beaune, les deux tireurs présumés sont arrêtés à Saint-Andiol le 10 août[28] ; une des plus grosses fusillades de ce type ayant eu lieu en France.

### Août
Avec 55,000 exemplaires vendus entre le 1er juillet et le 22 août (sur 555,000 exemplaires vendus depuis avril), La jeune fille et la nuit de Guillaume Musso est le livre le plus vendu de l'été 2018.
- 13 août : le Parc national des Cévennes, reçoit le label Réserve de ciel étoilé décerné par l'International Dark-Sky Association.
- 28 août : démission surprise et en direct à la radio (sur France Inter) du Ministre de la Transition écologique et solidaire Nicolas Hulot, pour protester contre la politique écologique du Gouvernement Édouard Philippe (1) que N. Hulot jugeait décevante.

### Septembre
- 4 septembre :
  - Peu avant l'annonce du remaniement du gouvernement Édouard Philippe (2), la ministre des Sports Laura Flessel annonce sa démission pour raisons personnelles.
  - Remaniement du gouvernement Philippe : François de Rugy devient ministre d'État, ministre de la Transition écologique et solidaire, en remplacement de Nicolas Hulot et Roxana Maracineanu remplace Laura Flessel au ministère des Sports.
- 12 septembre : 
  - Richard Ferrand est élu président de l'Assemblée nationale, succédant à François de Rugy.
  - Jurisprudence : pour la 1re fois, un client professionnel peut bénéficier d'un droit de rétractation (Mme X... architecte vs. société Groupe Cometik (Nova SEO Référencement), Cour de cassation, chambre civile 1, 12 septembre 2018, 17-17319)[30],[31]
- 15 septembre : Emmanuel Macron lance une petite phrase : « Je traverse la rue et je vous trouve un travail ».
- 17 septembre : Première publication du clip PLB (pour "Pendez les blancs") du rappeur camerounais de Noisy-le-Grand, Nick Conrad[32]. Ce vidéoclip de plus de 9 minutes[33], montrant le lynchage fictif d'un homme blanc associé à des paroles haineuses (« Je rentre dans des crèches je tue des bébés blancs, attrapez-les vite & pendez leurs parents. »), a suscité la polémique sur Twitter un peu plus d'une semaine après sa publication[34], au point que des hommes politiques (Bruno Retailleau[35], Marine Le Pen[36], Gérard Collomb[37]) ainsi que des associations anti-racistes[32] se soient publiquement saisis de l'affaire, entraînant un droit de réponse du chanteur dans Le Parisien[38], qui affirme ne "rien regretter"[39] et avoir voulu transmettre "un message d'amour"[40]. Entendu par la Police Judiciaire de Paris le 28 septembre[41], il sera jugé le 9 janvier 2019 pour «provocation directe à commettre des atteintes à la vie»[42], sans toutefois risquer une grosse condamnation[43].
- 18 septembre : Gilles Le Gendre est élu président du groupe parlementaire La République en marche en remplacement de Richard Ferrand.
- 23 et 30 septembre : élection législative partielle dans la 7e circonscription de La Réunion.
- 24 septembre : première opération du cœur (de type TAVI) remplaçant la sédation du patient par une hypnothérapie, au CHU de Lille[44].
- 25 septembre :
  - centième lancement d'Ariane 5 ;
  - l'ancien Premier ministre Manuel Valls annonce sa candidature à la mairie de Barcelone dans le cadre des élections municipales espagnoles de 2019. Il annonce sa prochaine démission de son mandat de député de l'Essonne. Il abandonne de fait son poste de président de la mission d'information parlementaire relative à la consultation sur l'accession de la Nouvelle-Calédonie à la pleine souveraineté deux mois avant le référendum[45].
- 27 septembre : Barbara Cassin reçoit la médaille d'or du CNRS.

### Octobre
- 2 octobre :
  - le Français Gérard Mourou, l’Américain Arthur Ashkin et la Canadienne Donna Strickland reçoivent le Prix Nobel de physique pour leurs travaux sur les lasers ;
  - démission de Gérard Collomb, ministre de l'Intérieur, qui souhaitait redevenir maire de Lyon, le Premier ministre Édouard Philippe assure l'intérim ;
  - démission du maire de Lyon Georges Képénékian afin de lui laisser la place.
- 3 octobre : arrestation de Rédoine Faïd.
- 4 octobre : 60e anniversaire de la Cinquième République.
- 5 octobre : à Paris, hommage national au chanteur Charles Aznavour, mort le 1er octobre.
- 10 octobre : deux personnes perdent la vie dans des inondations à Sainte-Maxime, dans le département du Var[46], à cause d'un épisode méditerranéen (178 mm sont tombés aux Arcs près de Draguignan).
- 11 octobre : démissions de 69 maires et conseillers municipaux du département de l'Indre pour protester contre la fermeture de la maternité du Blanc[47],[48],[49]. Le 17 octobre, le directeur du Parc naturel régional de la Brenne et ancien maire du Blanc Jean-Paul Chanteguet démissionne pour la même raison[50]. Le conseil de surveillance de l’hôpital de Châteauroux décide néanmoins de la fermeture de la maternité le 19 octobre[51]. Le recours sera rejeté par le tribunal administratif de Limoges le 25 janvier 2019[52].
- 15 octobre : un très violent épisode cévenol, conséquence indirecte de l'ouragan Leslie,  provoque des crues soudaines exceptionnelles dans l'Aude, avec des cumuls de pluies exceptionnels (295 mm à Trèbes en 12 h, près de 300 mm du côté de Carcassonne), qui font perdre la vie à 14 personnes (dont 9 à Trèbes). La ville de Trèbes et le village de Villegailhenc sont ravagés. Il s'agit des pires inondations dans la région depuis 1891.Note : les pluies voire inondations sur la côte méditerranéenne ne changent pas la situation de sécheresse sur d'autres parties de la France, qui s'étend alors jusqu'à 61 départements[19].
- 16 octobre : le gouvernement Édouard Philippe est remanié, Christophe Castaner devient ministre de l'Intérieur, Didier Guillaume ministre de l'Agriculture, Franck Riester ministre de la Culture et Marc Fesneau devient ministre chargé des Relations avec le Parlement.
- 18 octobre : Un élève de 15 ans du lycée Édouard Branly de Créteil braque sa professeure de biotechnologie avec une arme factice[53]. La diffusion de la vidéo de cet incident provoque un cri d'alarme chez les professeurs de l'Éducation Nationale[54]. Tandis que le 22 octobre, le ministre de l'éducation nationale, Jean-Michel Blanquer, encourage les lycées à interdire les téléphones portables[55], alors que l'auteur de la vidéo est toujours recherché[56].
- 30 octobre : la tempête Adrian touche la Corse puis la Côte d'Azur.

### Novembre
- 4 novembre :
  - référendum sur l'indépendance de la Nouvelle-Calédonie, celle-ci est refusée par 56,6 % des suffrages exprimés ;
  - la Route du Rhum part de Saint-Malo.
- 5 novembre : l'effondrement d'immeubles à Marseille fait huit morts.
- 11 novembre : commémoration internationale de l'armistice de 1918.
- 11 au 13 novembre : Forum de Paris sur la paix.
- À partir du 17 novembre : mouvement des Gilets jaunes contre la hausse des prix du carburant.
- 18 et 25 novembre : élection législative partielle dans la 1re circonscription de l'Essonne.
- 24 novembre : Marche(s) contre les violences faites aux femmes, rassemblant 12 000 personnes à Paris et des milliers d'autres dans une cinquantaine de villes françaises[57].

### Décembre
- 1er décembre : la manifestation nationale « acte 3 » des Gilets jaunes réunissant 136,000 personnes; elle dégénère en violente émeute à Paris, notamment sous l'influence de casseurs d'extrême-droite  et d'anarchistes, provoquant 133 blessés, de très importants dégâts, des pillages et 249 incendies (dont 112 véhicules et 6 bâtiments) dans plusieurs avenues importantes et le saccage de l'intérieur de l'Arc de triomphe[58] ; elle dégénère aussi dans plusieurs autres villes, notamment au Puy-en-Velay où la préfecture est incendiée, provoquant 70 blessés[59].
- 11 décembre : un attentat terroriste islamiste fait cinq morts à Strasbourg.
- 15 décembre : Vaimalama Chaves est élue Miss France 2019.